# Alí Mansur

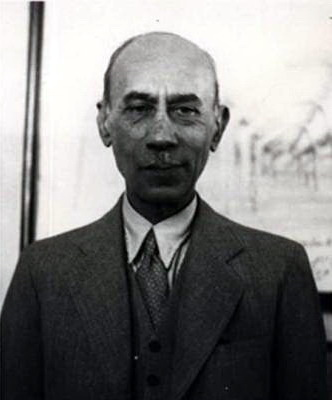
Ali Mansur.

Alí Mansur, también conocido como Mansur ol-Molk, (1895 - 8 de diciembre de 1974 en Teherán) fue un primer ministro de Irán.
Nacido en Teherán, se desempeñó como gobernador de Jorasán y las provincias Azerbaiyán, y fue embajador ante Italia, la Santa Sede, Turquía, y sirvió dos veces como Primer Ministro y seis veces como ministro de gabinete. 
Sus políticas fueron consideradas como altamente probritánicas. 
Su hijo Hasán Alí Mansur sirvió brevemente como primer ministro en la década de 1960.